# Catocala innocens
Catocala innocens är en fjärilsart som beskrevs av Arnold Spuler 1907. Catocala innocens ingår i släktet Catocala och familjen nattflyn. Inga underarter finns listade i Catalogue of Life.